# Violència de gènere

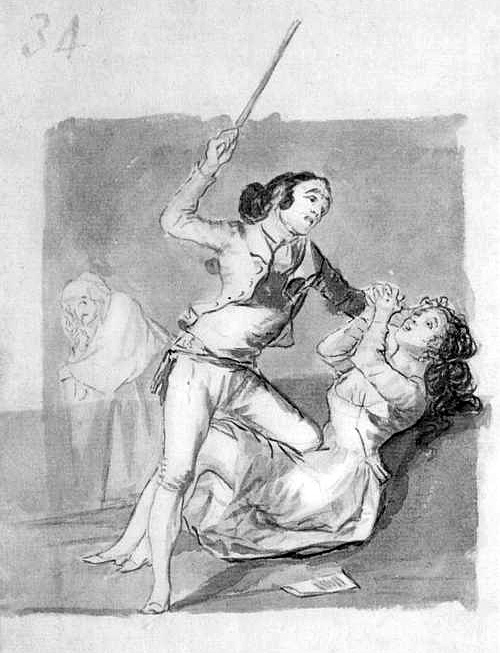
Dona maltractada amb un bastó és un dibuix de Goya.

La violència de gènere és un tipus de violència física o psicològica exercida contra una persona sobre la base del seu sexe o gènere, que té com a resultat un dany o sofriment físic, sexual, o psicològic, així com l'amenaça, la coacció o la privació arbitrària de la llibertat, que impacta de manera negativa la seva identitat i benestar social. Altres formes d'aquesta violència inclouen la violència a través del llenguatge verbal i no verbal, l'assetjament laboral, l'assetjament sexual, l'homofòbia i la violència envers les dones en l'àmbit de la salut. La definició ha patit una evolució que l'ha ampliat per a incloure-hi tota violència exercida per a conservar el poder social dels homes de manera que pot ser exercida contra dones o homes perquè està relacionada amb expectatives socials i posicions socials basades en el gènere i el fet de no ajustar-se a un rol de gènere socialment acceptat.
Entre els actes i accions que es consideren violència contra les dones o els homes —i que tenen com a resultat dany o sofriment per a la dona o l'home— en serien l'abús, l'abús sexual, l'agressió sexual, l'assetjament sexual, la violència de gènere aïlladora, la cosificació, la cultura de la violació, la violència obstètrica, el maltractament, la violència domèstica (també anomenada familiar), la mutilació genital femenina o masculina, el tràfic de dones i la prostitució forçosa, la violència derivada dels conflictes armats, les pràctiques tradicionals perjudicials per a la salut de nenes i dones, o nens i homes, la violació i el feminicidi.
La majoria d'aquestes pràctiques estan tipificades penalment, i moltes de les quals constitueixen delictes contra la llibertat sexual, la qual cosa permet que qualsevol dona o nena que es trobi en aquesta situació pugui demanar empara judicial, així com suport social.
El 25 de novembre ha estat designat per l'ONU com el Dia internacional per a l'eliminació de la violència masclista.
Les funcions de la violència de gènere són: perpetuar la continuïtat de la posició erròniament inferior de les dones en la societat, i en el cas de persones LGTB (inclosos homes) que no actuen segons els rols de gènere masculí dominants, la violència de gènere fa la funció de corregir-los aquesta suposada inadequació, tan falsa com antinatural i vulneradora dels seus drets com a persones LGTB . La violència de gènere amb aquesta segona funció potser es justifica, malauradament, des de la percepció errònia de perill que implica la diferència dels LGTB respecte a les suposicions normalitzades i dominants sobre com ha de ser aquella persona d'acord amb el gènere com si aquest darrer concepte coincidís sempre amb el sexe biològic que li ve de naixement. Tot plegat es fa en coherència amb la idea falsa i errònia que en general hi ha papers i formes socials de comportament naturals per als homes i les dones.

## Consideracions lingüístiques

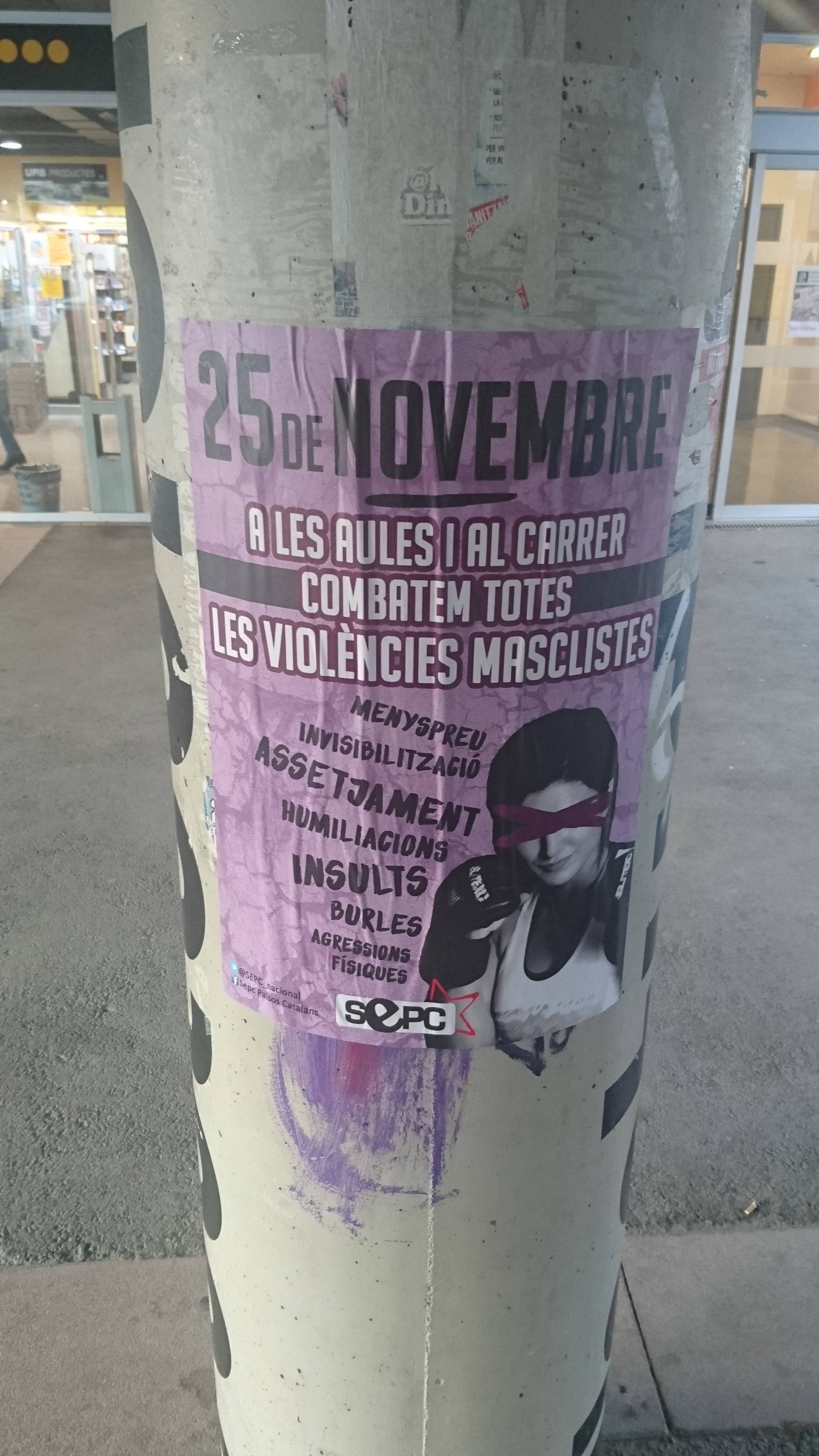
Cartell amb motiu del 25 de novembre, el dia internacional per a l'eliminació de la violència de gènere

El terme "violència contra les dones" de vegades s'utilitza erròniament, sovint fent una mala traducció del terme en anglès, com a sinònim dels termes "violència de gènere" o fins i tot de "violència domèstica" (o "violència masclista", "violència sexista"). En aquest cas, l'expressió "violència de gènere" és la que es fa servir en sociologia, a partir del concepte gènere, referit als comportaments socials de les persones "justificats" per la pertinença a un dels sexes.
Malgrat que els conceptes poden tenir similituds i coincidir en alguns casos, la violència domèstica és aquella que s'exerceix dins de l'àmbit familiar, sovint dins mateix de la família nuclear. Inclou el cas de la dona maltractada o assetjada per la seva parella però també altres tipus de violència, com quan en són víctimes els menors per part dels seus familiars, per exemple.
D'altra banda, la violència de gènere pot tenir lloc en relacions homosexuals o heterosexuals, i, encara que sovint és envers les dones, també pot ocórrer a un home, per part de la seva parella.
El terme "violència de gènere" és actualment el preferit per grups i associacions feministes i és aquell que s'utilitza en la legislació espanyola en la Llei Orgànica de Mesures de Protecció Integral contra la Violència de Gènere.
Cal assenyalar que a escala legislativa de Catalunya, la llei 5/2008 de 24 d'abril, del dret de les dones a erradicar la violència masclista proposa una ampliació del terme "violència masclista".

## Definició de l'ONU
Les Nacions Unides defineixen la violència contra les dones com qualsevol acte de violència de gènere que pugui tenir com a resultat un dany o sofriment físic, sexual, o psicològic per a la dona, així com les amenaces d'aquests actes, la coacció o la privació arbitrària de la llibertat, tant si es produeixen a la vida pública com a la privada. Aquesta definició prové de la Declaració per l'eliminació de la violència contra les dones, feta per l'Assemblea General de l'ONU el 20 de desembre de 1993. És considerat el primer instrument internacional que tracta de manera explícita la violència de gènere.
La violència contra les dones, pot ser exercida segons l'ONU per atacants de qualsevol gènere, membres de la família o el mateix Estat, la principal característica d'aquest fet és que la víctima ho és únicament per la seva condició sexual. Actualment es tracta d'un tema de tractament prioritari en l'agenda política i social de la majoria de països desenvolupats.

## Violència emocional i el sexisme
La violència emocional i psicològica a una dona per part de la seva parella es considera una forma de violència de gènere. Alguns exemples en són la degradació de la dona, desvaloritzant-la contínuament o usant una vulnerabilitat per a erosionar la seva autoestima de manera continuada; la cosificació de la dona, que se sent tractada com un objecte; sobrecarregar-la de responsabilitats emocionals i pràctiques; privar-la de satisfer demandes bàsiques, cosa que produeix que ella quedi aïllada; provocar en ella por i una distorsió de la realitat. Els homes maltractadors, no considerarien que posseeixen el dret a maltractar a les dones, si la societat no els hagués convençut de que elles son de la seva propietat i que són considerades com a éssers inferiors. Per altra banda, les dones no es deixarien maltractar si haguessin sigut ensenyades a ser dependents, tant emocionalment com econòmicament. Per tant, el sexisme està i sempre ha estat present en tots els aspectes de la nostra vida, degut a la mala educació referent a àmbits de respecte al gènere femení, que la societat ens ha ensenyat o demostrat.
En resum, l'educació sexista és l'origen de la violència en parella. Les dones, han estat educades per estar centrades als altres, mentre que als homes només s'han educat per centrar-se amb si mateixos i en només ser els únics que aportin economia familiar. Això marca una gran desigualtat a nivell de gènere.
Pel que fa a la violència domèstica, se les privatitza de tota llibertat, integritat física i al seu honor. La violència, no s'ha donat a terme només en cops de puny i pallisses, sinó també a l'hora de menysprear a la dona i als seus sentiments, desitjos o opinions.
La pèrdua d'identitat d'aquestes és molts freqüent ja que, amb el pas dels anys i amb l'augment de la violència se l'ha anat anul·lant, ja no només com a dona, sinó també com a persona, convertint-se així amb la possessió del patriarca.

## Violència de gènere a la Unió Europea
A la Unió europea, un 43% de dones han estat víctimes de violència psicològica per part de la seva parella i un 12% han sofert alguna agressió o incident sexual a mans d’un adult abans dels 15 anys d’edat i consta que només el 14% van denunciar aquest actes violents.

### Violència de gènere a Catalunya
La meitat de les víctimes de violència de gènere a Catalunya són dones menors de 20 anys, i cada dia es denuncien 3 agressions sexuals a Catalunya, La meitat de les víctimes de violència de gènere a Catalunya són dones menors de 20 anysi van morir per aquesta causa en 2019 nou dones en, vuit en 2017 i sis en 2016. Al barri de Can Serra, de l'Hospitalet de Llobregat, un club de dones recorda amb un monument les dones assassinades a l'Estat de les que hi ha referència.

### Violència de gènere a l'Estat Espanyol
Segons una enquesta duta a terme per l'Agència dels Drets Fonamentals de la UE en 2014, Espanya es troba entre els països europeus amb menor percentatge de dones que han experimentat violència sexual o física (un 13 %) per la seva actual o anterior parella. Tanmateix, la dada assenyalada està en línia amb altres resultats que mostra la situació de les dones a nivell internacional.
L'Observatori contra la Violència Domèstica i de Gènere publica una memòria trimestral. S'hi inclouen les dones i els fills assassinats de la dona per part de l'agressor.
A continuació es mostra una taula amb el nombre de morts totals a final d'any.
| 1997 | 1998 | 1999 | 2000 | 2001 | 2002 | 2003 | 2004 | 2005 | 2006 | 2007 | 2008 | 2009 | 2010 | 2011 | 2012 | 2013 | 2014 | 2015 | 2016 | 2017 |
| ---- | ---- | ---- | ---- | ---- | ---- | ---- | ---- | ---- | ---- | ---- | ---- | ---- | ---- | ---- | ---- | ---- | ---- | ---- | ---- | ---- |
| 33   | 35   | 42   | 43   | 42   | 52   | 71   | 72   | 57   | 69   | 71   | 76   | 56   | 73   | 61   | 54   | 54   | 54   | 56   | 44   | 51   |

Amb la Llei orgànica de mesures de protecció integral contra la violència de gènere aprovada el 2003, el telèfon d'emergències de violència de gènere (en funcionament des del 6 d'octubre de 2007) va rebre entre el 3 de setembre de 2007 i el 30 de setembre de 2014 unes 461.806 telefonades, de les quals en la majoria dels casos qui telefonava era la víctima.
Segons un estudi realitzat el 2017 sobre 1.247 joves, el 87% creia que la violència de gènere és un tema molt greu, un 13% creia que la practiquen sobretot els immigrants, un 8,3% creia que és un tema polititzat, un 7% creia que és inevitable i 27,4% creia que és quelcom normal en les parelles.